# Valiant Comics
Valiant Comics — американське видавництво коміксів, засноване в 1989 році Джимом Шутером, колишнім головним редактором Marvel Comics.

## Історія
Перше втілення Valiant Comics заснував 1989 року колишній головний редактор Marvel Comics Джим Шутер у співпраці з юристом і бізнесменом Стівеном Массарскі. У 1994 році компанію продано Acclaim Entertainment. Після банкрутства Acclaim у 2004 році, її активи придбали підприємці Дінеш Шамдасані та Джейсон Котарі, які у 2005 році створили Valiant Entertainment.
У 2011 році Valiant отримала інвестиції від приватної інвестиційної компанії Cuneo & Company, LLC. До керівництва приєдналися Пітер Кунео та Ґевін Кунео, після чого оголошено про перезапуск видавництва. У 2012 році компанія започаткувала власний видавничий підрозділ у межах ініціативи Summer of Valiant, здобувши титул «Видавництво року» та номінацію на «Книгу року» за версією Diamond Gem Awards.
Упродовж 2014—2016 років Valiant була найчастіше номінованим видавництвом на Harvey Awards. У 2015 році компанія випустила найуспішніший незалежний кросовер десятиліття — Book of Death.
У 2018 році Valiant було придбано DMG Entertainment. У червні 2023 року оголошено про ліцензійну угоду з Alien Books, яка взяла на себе публікацію персонажів Valiant.

## Всесвіт

### Персонажі
Valiant Comics розробила спільний всесвіт персонажів, який охоплює жанри наукової фантастики, містики та супергероїки. Серед ключових персонажів видавництва — X-O Manowar, Бладшот, Ninjak, Вічний воїн, Shadowman, Livewire та Faith. Ці персонажі є складовими загального всесвіту Valiant і беруть участь у численних кросоверах, таких як Harbinger Wars, Unity та Book of Death, які формують загальний сюжетний ландшафт видавництва.

## Адаптації
Інтелектуальна власність компанії була адаптована до інших форм медіа, зокрема відеоігор, серіалів та колекційних фігурок.

### Фільми
Персонаж Бладшот був екранізований в однойменному художньому фільмі 2020 року, головну роль у якому виконав Він Дізель.

### Відеоігри
Acclaim Entertainment випустила численні відеоігри, засновані на персонажах Valiant. Ігри випускалися для різних консолей та мобільних платформ від PlayStation, Nintendo та Xbox. Серед цих ігор — Iron Man and X-O Manowar in Heavy Metal, Turok: Dinosaur Hunter, Turok: Battle of the Bionosaurs, Turok 2: Seeds of Evil, Shadow Man, Turok: Rage Wars, Armorines: Project S.W.A.R.M., Turok 3: Shadow of Oblivion, Shadow Man: 2econd Coming і Turok: Evolution.
У грудні 2019 року Valiant оголосила про партнерство з Blowfish Studios для створення мультиплатформних відеоігор за участю персонажів Valiant.